# 瓦斯卡科查湖 (赫蘇斯區)
10°24′16″S 76°47′14″W / 10.40444°S 76.78722°W
瓦斯卡科查湖（Lake Huascacocha），是秘魯的湖泊，位於該國中部瓦努科大區，由勞里科查省的赫蘇斯區負責管轄，處於帕塔爾科查湖以西的勞拉山脈地區。